# Antonio Giuseppe Angioni
Antonio Giuseppe Angioni (Bortigali, 8 ottobre 1910 – Certosa di Pavia, 23 agosto 1991) è stato un vescovo cattolico italiano.

## Biografia
Fu ordinato sacerdote il 13 agosto 1933.
Dal 1962 al 1968 fu vescovo ausiliare di Pisa e vescovo titolare di Ippona Zarito.
Dal 30 maggio 1967 al 9 agosto 1968 fu amministratore apostolico sede plena di San Miniato.
Dal 1968 al 1986 fu vescovo di Pavia.
Dal 1968 al 1970 fu Gran Priore della Luogotenenza per l'Italia Settentrionale dell'Ordine equestre del Santo Sepolcro di Gerusalemme. Dall'aprile 1970 al dicembre 1970 fu reggente della Luogotenenza per l'Italia Settentrionale dell'OESSG.
Morì nel 1991 presso la Certosa di Pavia, dove si era ritirato negli ultimi anni.

## Genealogia episcopale
La genealogia episcopale è:
- Cardinale Scipione Rebiba
- Cardinale Giulio Antonio Santori
- Cardinale Girolamo Bernerio, O.P.
- Arcivescovo Galeazzo Sanvitale
- Cardinale Ludovico Ludovisi
- Cardinale Luigi Caetani
- Cardinale Ulderico Carpegna
- Cardinale Paluzzo Paluzzi Altieri degli Albertoni
- Papa Benedetto XIII
- Papa Benedetto XIV
- Papa Clemente XIII
- Cardinale Bernardino Giraud
- Cardinale Alessandro Mattei
- Cardinale Pietro Francesco Galleffi
- Cardinale Giacomo Filippo Fransoni
- Cardinale Carlo Sacconi
- Cardinale Edward Henry Howard
- Cardinale Mariano Rampolla del Tindaro
- Cardinale Gennaro Granito Pignatelli di Belmonte
- Cardinale Pietro Boetto, S.I.
- Cardinale Giuseppe Siri
- Cardinale Giacomo Lercaro
- Vescovo Antonio Giuseppe Angioni